# Gary Wiggins
Gary Wiggins (Yallourn, Victòria, 20 de novembre de 1952 - Newcastle, 23 de gener de 2008) va ser un ciclista australià que fou professional del 1976 al 1987. Va combinar la carretera amb la pista.
Era el pare del guanyador del Tour de França, Bradley Wiggins.

## Palmarès en ruta
- 1985
  - Vencedor de 2 etapes a la Griffin 1000 West
- 1986
  - Vencedor d'una etapa a la Griffin 1000 West

## Palmarès en pista
- 1984
  - Campió d'Europa de Madison (amb Tony Doyle)
- 1985
  - 1r als Sis dies de Bremen (amb Tony Doyle)